# Jerome Powell

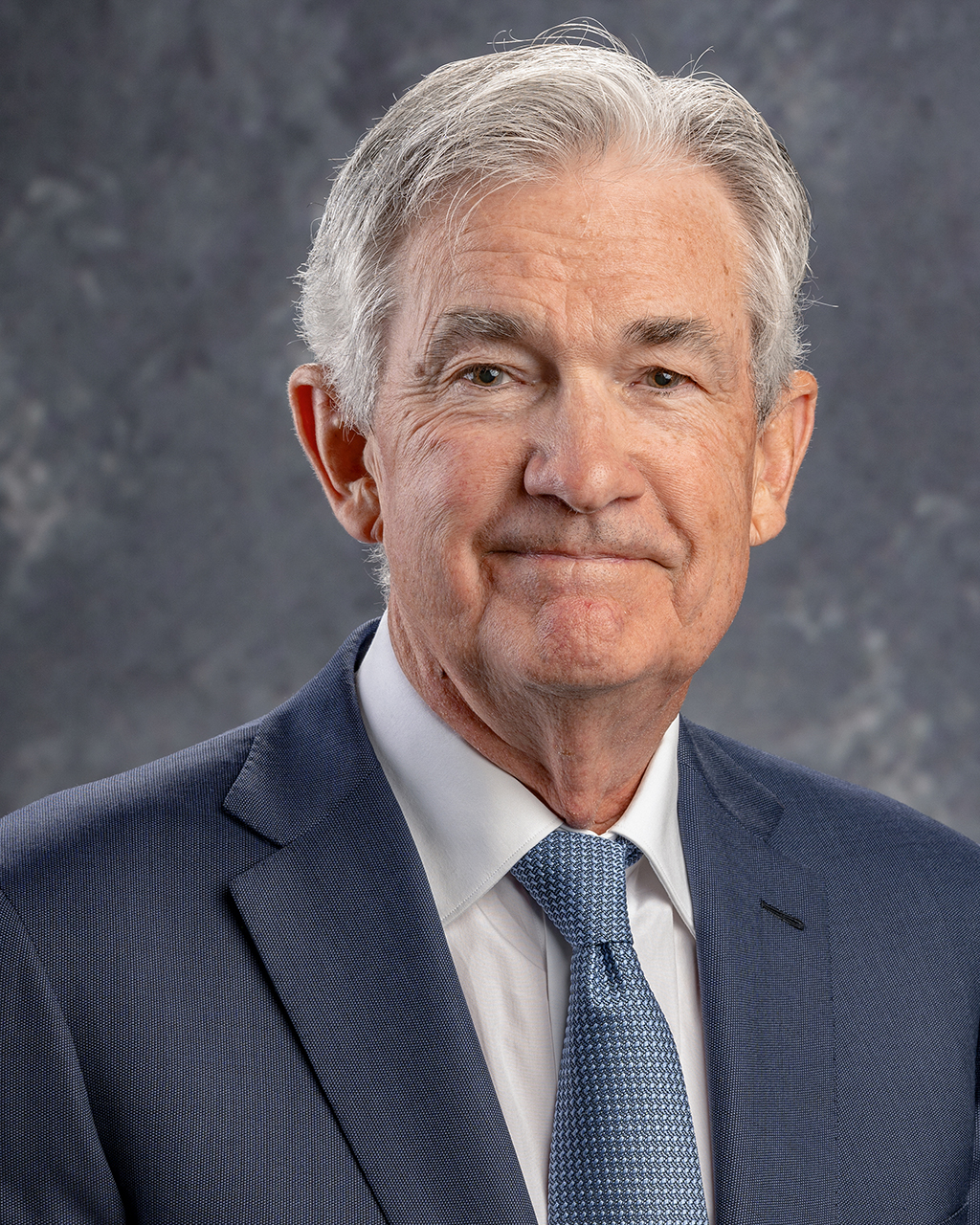
Jerome H. Powell (2022)

Jerome Hayden „Jay“ Powell (* 4. Februar 1953 in Washington, D.C.) ist ein US-amerikanischer Jurist und Investmentbanker und Präsident der Federal Reserve (Fed). Er wurde 2012 von Präsident Barack Obama in den Vorstand der Fed berufen und 2018 von Präsident Donald Trump als deren Chairman nominiert.
Powell erwarb 1975 einen Abschluss in Politikwissenschaft von der Princeton University und 1979 einen Juris Doctor am Georgetown University Law Center. Er wechselte 1984 ins Investment Banking und arbeitete für verschiedene Finanzinstitute, unter anderem als Partner der Carlyle Group. 1992 war Powell unter George H. W. Bush kurzzeitig Unterstaatssekretär für Inlandsfinanzierung im Finanzministerium der Vereinigten Staaten. Von 2010 bis 2012 war er Gastwissenschaftler am Bipartisan Policy Center.
Als Fed-Präsident wird Powell als Konsensbildner und pragmatischer Problemlöser beschrieben, der keine starken geldpolitischen Überzeugungen hat. Powell wurde parteiübergreifend für die Maßnahmen gelobt, die die Fed Anfang 2020 ergriffen hatte, um die ökonomischen Auswirkungen der COVID-19-Pandemie zu bekämpfen.

## Leben

### Bildungsweg
Powell wurde als Sohn von Patricia (Hayden) und Jerome Powell, einem Rechtsanwalt, geboren. Sein Großvater mütterlicherseits, James J. Hayden, war Dekan der Columbus School of Law.
Im Jahr 1971 absolvierte Powell die Georgetown Preparatory School. Er erhielt 1975 einen Bachelor of Arts in Politologie von der Princeton University. 1975–1976 verbrachte er ein Jahr als Assistent bei Senator Richard Schweiker (Pennsylvania), der erfolglos versuchte, Running Mate des damals kandidierenden Ronald Reagan zu werden.
Powell erwarb 1979 einen Juris-Doctor-Abschluss an der Georgetown University.

### Karriere
1979 wurde Powell in New York City Mitarbeiter von Ellsworth Van Graafeiland, Richter des US-Berufungsgerichts für den Second Circuit. Von 1981 bis 1983 war er Anwalt bei Davis Polk & Wardwell, von 1983 bis 1984 arbeitete er bei Werbel & McMillen und in den Jahren 1984 bis 1990 bei Dillon, Read & Co., einer Investmentbank, wo er sich auf die Bereiche Finanzierung, Merchant Banking sowie Fusionen und Übernahmen konzentrierte und zum Vice President aufstieg.
Von 1990 bis 1993 arbeitete Powell im Finanzministerium der Vereinigten Staaten, als Nicholas F. Brady, ein früherer Vorsitzender von Dillon, Read & Co., US-Finanzminister war.
Im Jahr 1992 wurde Powell auf Nominierung durch Präsident George Bush Unterstaatssekretär des Finanzministeriums für inländische Finanzen (Under Secretary of the Treasury for Domestic Finance). Während seiner Amtszeit im Finanzministerium beaufsichtigte Powell die Untersuchung und Sanktionierung von Salomon Brothers, nachdem einer seiner Händler falsche Gebote für eine US-Treasury-Sicherheit eingereicht hatte. Powell war auch an den Verhandlungen beteiligt, die Warren Buffett zum Vorsitzenden von Salomon machten.
Seit 1993 arbeitete Powell als Managing Director für die Bank Bankers Trust, die in Schwierigkeiten geriet, nachdem mehrere Kunden durch Derivate Verluste erlitten hatten; Powell kündigte. Dann arbeitete er erneut für Dillon, Read & Co. Von 1997 bis 2005 war Powell Partner bei der Carlyle Group, wo er die Industrial Group innerhalb des Carlyle US Buyout Fund gründete und leitete.
2005 gründete Powell Severn Capital Partners, eine private Investmentgesellschaft. Im Jahr 2008 wurde Powell Managing Partner des 'Global Environment Fund', einer Private-Equity- und Venture-Capital-Gesellschaft, die in erneuerbare Energien investiert.
Von 2010 bis 2012 war Powell Gastwissenschaftler (visiting scholar) am Bipartisan Policy Center, einem Think Tank in Washington D.C., wo er daran arbeitete, den Kongress dazu zu bewegen, die Schuldenobergrenze der Vereinigten Staaten während der US-Schuldenkrise von 2011 anzuheben. Powell präsentierte die Auswirkungen eines Zahlungsausfalls oder einer Verzögerung bei der Anhebung der Schuldenobergrenze auf die Wirtschaft und die Zinssätze.
Er arbeitete für ein Gehalt von 1 Dollar pro Jahr.

### Federal Reserve Board of Governors
Im Dezember 2011 wurde Powell zusammen mit Jeremy C. Stein von Präsident Barack Obama in den Gouverneursrat der Federal Reserve berufen. Powells Nominierung war das erste Mal seit 1988, dass ein Präsident ein Mitglied der Oppositionspartei für eine solche Position nominierte. Powell trat sein Amt am 25. Mai 2012 an, um die noch nicht abgelaufene Amtszeit von Frederic Mishkin, der zurückgetreten war, zu besetzen. Im Januar 2014 wurde er für eine weitere Amtszeit nominiert, und im Juni 2014 wurde er vom US-Senat mit 67 zu 24 Stimmen für eine vierzehnjährige Amtszeit (bis zum 31. Januar 2028) bestätigt. Im Jahr 2013 hielt Powell eine Rede zur Finanzregulierung und endete mit „too big to fail“.
Im April 2017 übernahm er die Aufsicht über diese „systemrelevanten“ Banken.

### Chair of the Federal Reserve
Im November 2017 ernannte US-Präsident Trump Powell zum Vorsitzenden der Federal Reserve. Im Januar 2018 wurde er vom Senat der Vereinigten Staaten mit 84 zu 13 für das Amt bestätigt.
Seit spätestens Oktober 2018 fiel der damalige US-Präsident immer wieder damit auf, Powell heftig in der Öffentlichkeit zu kritisieren. Powell wies Rücktrittsgerüchte umgehend zurück. Im Dezember 2024 äußerte Trump, trotz vorheriger Konflikte an Powell festhalten zu wollen.
Am 16. April 2025, drei Monate nach Amtsantritt der zweiten Regierung Trump, äußerte Powell sich skeptisch zur Lage der US-Wirtschaft und dem von Trump angezettelten Zollstreit. Powell sagte, die bisher angekündigten Zollerhöhungen seien deutlich größer als erwartet, und das Gleiche dürfte für die wirtschaftlichen Auswirkungen gelten – unter anderem eine höhere Inflation und ein langsameres Wirtschaftswachstum in den USA.
Trump schrieb am nächsten Tag auf seiner Plattform „Truth Social“, Powells Entlassung könne „nicht schnell genug“ kommen.
Powells zweite Amtszeit als Fed Chairman läuft noch bis zum 15. Mai 2026, seine Mitgliedschaft im Gouverneursrat bis zum 31. Januar 2028. Der Präsident kann ihn nur entlassen, wenn er seine Amtspflichten vernachlässigt, ihm Korruption, Amtsmissbrauch oder schwere Straftaten nachgewiesen werden können oder er gesundheitlich nicht mehr in der Lage ist, seinen Posten auszufüllen („for cause“). Ende Juli 2025 versuchte Trump während einer vom Fernsehen übertragenen Baustellenbesichtigung Powell die Verantwortlichkeit für eine angebliche erhebliche Budgetüberschreitung bei Errichtung der Gebäude anzulasten. Powell konterte nach Prüfung der von Trump präsentierten Unterlagen mit dem Hinweis, das Trump fälschlicherweise die Kosten für ein schon seit drei Jahren fertiggestelltes Gebäude mit eingerechnet habe.

### Persönliches
Im Jahr 1985 heirateten Powell und Ellissa Leonard. Sie haben drei Kinder und wohnen in Chevy Chase Village, Maryland.
2017 wurde geschätzt, dass Powell ein Nettovermögen von 19,7 Millionen bis 55 Millionen Dollar hätte.
Powell war Vorstandsmitglied von gemeinnützigen und Bildungseinrichtungen wie DC Prep, einer öffentlichen Charter-Schule, The Nature Conservancy und dem Bendheim Center for Finance der Princeton University. Er war auch ein Gründer des Center City Consortium, einer Gruppe von 16 Pfarrschulen in den ärmsten Gegenden von Washington, D.C.
Powell ist ein registrierter Republikaner.
Für den Präsidentschaftswahlkampf 2008 von John McCain spendete er 30.800 US-Dollar.